# Pretoriana longirostris
Pretoriana longirostris är en tvåvingeart som först beskrevs av Villeneuve 1938.  Pretoriana longirostris ingår i släktet Pretoriana och familjen parasitflugor. Inga underarter finns listade i Catalogue of Life.